# Севілл (Огайо)
Севілл (англ. Seville) — селище (англ. village) в США, в окрузі Медіна штату Огайо. Населення — 2335 осіб (2020).

## Географія
Севілл розташований за координатами 41°1′15″ пн. ш. 81°52′2″ зх. д. / 41.02083° пн. ш. 81.86722° зх. д. (41.020902, -81.867126).  За даними Бюро перепису населення США в 2010 році селище мало площу 6,74 км², уся площа — суходіл.

## Демографія
Згідно з переписом 2010 року, у селищі мешкало 2296 осіб у 917 домогосподарствах у складі 634 родин. Густота населення становила 341 особа/км².  Було 978 помешкань (145/км²).
Расовий склад населення:
| - 96,9 % — білих - 0,7 % — чорних або афроамериканців - 0,5 % — азіатів - 0,2 % — корінних американців |

До двох чи більше рас належало 1,3 %. Частка іспаномовних становила 1,5 % від усіх жителів.
За віковим діапазоном населення розподілялося таким чином: 20,9 % — особи молодші 18 років, 63,0 % — особи у віці 18—64 років, 16,1 % — особи у віці 65 років та старші. Медіана віку мешканця становила 41,8 року. На 100 осіб жіночої статі у селищі припадало 92,0 чоловіків;  на 100 жінок у віці від 18 років та старших — 91,0 чоловіків також старших 18 років.
Середній дохід на одне домашнє господарство  становив 70 664 долари США (медіана — 55 905), а середній дохід на одну сім'ю — 86 818 доларів (медіана — 71 000). Медіана доходів становила 52 963 долари для чоловіків та 40 465 доларів для жінок. За межею бідності перебувало 3,9 % осіб, у тому числі 1,4 % дітей у віці до 18 років та 4,6 % осіб у віці 65 років та старших.
Цивільне працевлаштоване населення становило 1209 осіб. Основні галузі зайнятості: освіта, охорона здоров'я та соціальна допомога — 25,2 %, роздрібна торгівля — 17,1 %, виробництво — 13,5 %, науковці, спеціалісти, менеджери — 11,7 %.